# 爾蘇語
爾蘇語使用於四川西部的涼山彞族自治州的甘洛、越西、冕寧，木里、雅安區域的石棉、漢源和甘孜藏族自治州的九龍等縣的爾蘇人。是羌語中的一支，使用人口約兩萬人。宗教祭司沙巴使用一種圖畫文字爾蘇沙巴文。

地理分布上可分為三種方言，位於東部的爾蘇話、中部的多續話、西部的栗蘇話。

## 方言
Yu (2012)列出尔苏语3种方言，都分布在四川南部。
- 则拉话：孙宏开(1982, 1991)[2]:241–264[3]记录了四川甘洛县玉田区则拉乡的尔苏语(Sun 1991:231)。

- 清水话：由刘辉强 (1983)[4]记录，分布在四川甘洛县廖坪乡清水村

- 汉源话(已灭绝)：四川汉源县的尔苏语方言，目前已灭绝，由Baber (1882)记录。[5]

## 分类
尔苏语目前被划入汉藏语系南羌语支，但因为语言史材料的稀缺，具体的分类仍有争议。

## 历史
关于尔苏人的历史记录非常少。有理论认为尔苏人从西藏迁来，或是彝族等周边民族的后代。但有证据表明尔苏人甚至在彝族定居之前就已经生活在这里：唐朝时迁来的彝族称尔苏人为“土著”。因此，尔苏人的定居应当早于唐朝。

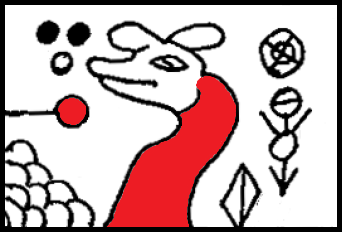

## 正字法
大多数早期尔苏人不会读写，因为没有专门书写尔苏语的文字。唯一会读写的宗教从事者被称为“沙巴”。
尔苏人相信沙巴“上通天文、下晓地理”，有能招雨、诅咒敌人的魔力。他们在现代尔苏人社区中仍很活跃。他们常常出席节日和婚葬等重大活动。
他们还能读写尔苏历史上仅有的文字，这可能也是他们受人尊敬的原因之一。它被称为沙巴象形文字。记录与研究很少，在沙巴家族中只传给儿子，不传给女儿。目前，能读懂这些文字的人少于10人，能明白它们在宗教中的含义的更少。

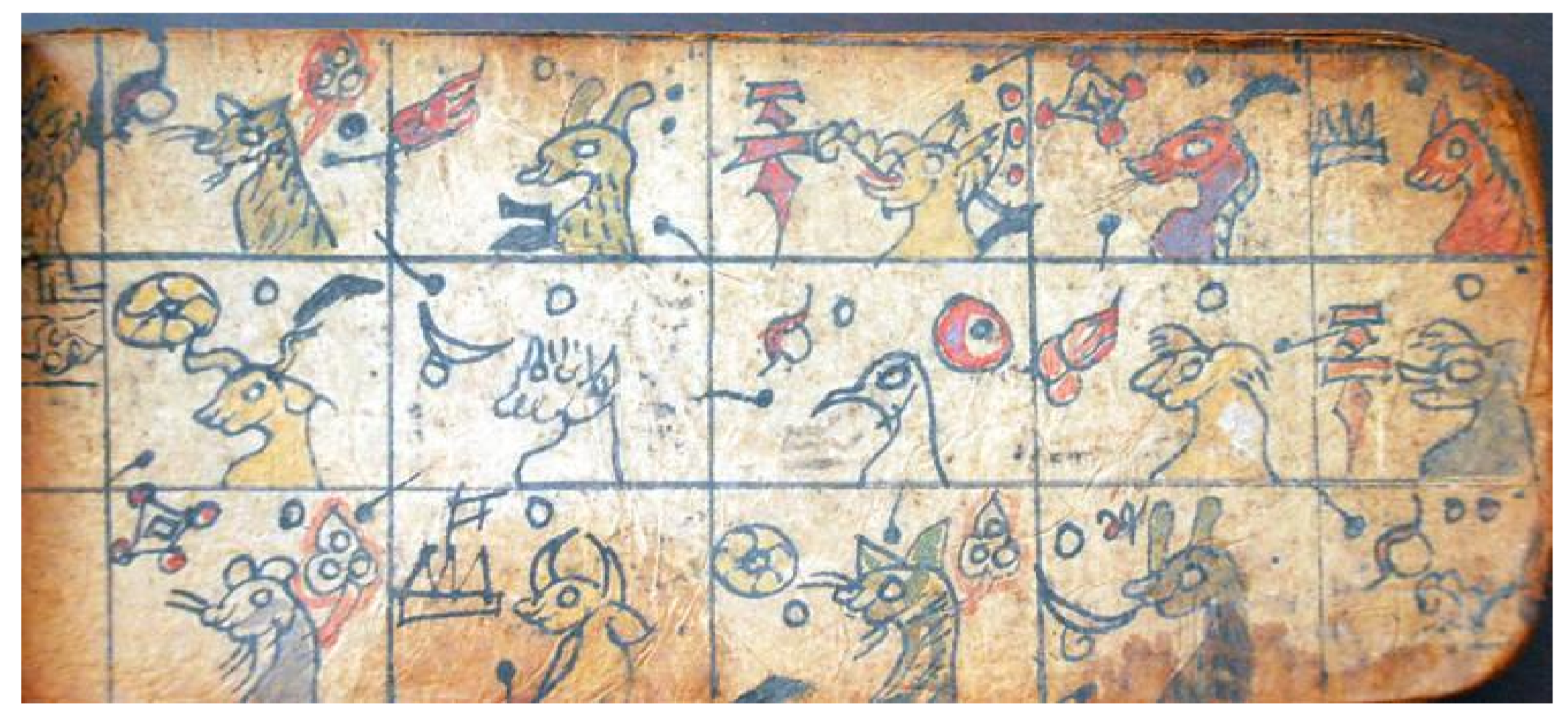

共有约200个独立的沙巴文字，不与尔苏人的日常用语直接对应，一个字可能对应多个音节。解释一个字往往要很大的篇幅。每个解读文字的角度都能自圆其说。不同的动物一般用于表示不同的月份和日期。颜色也有意义，对应五行：黑对应金，绿对应木，暗灰对应水，红对应火，黄对应土。

## 音系

### 辅音
尔苏语有37个单辅音声母和22个复辅音声母。除官话借词外没有韵尾。
下表展示50岁及以下使用者的辅音音系。

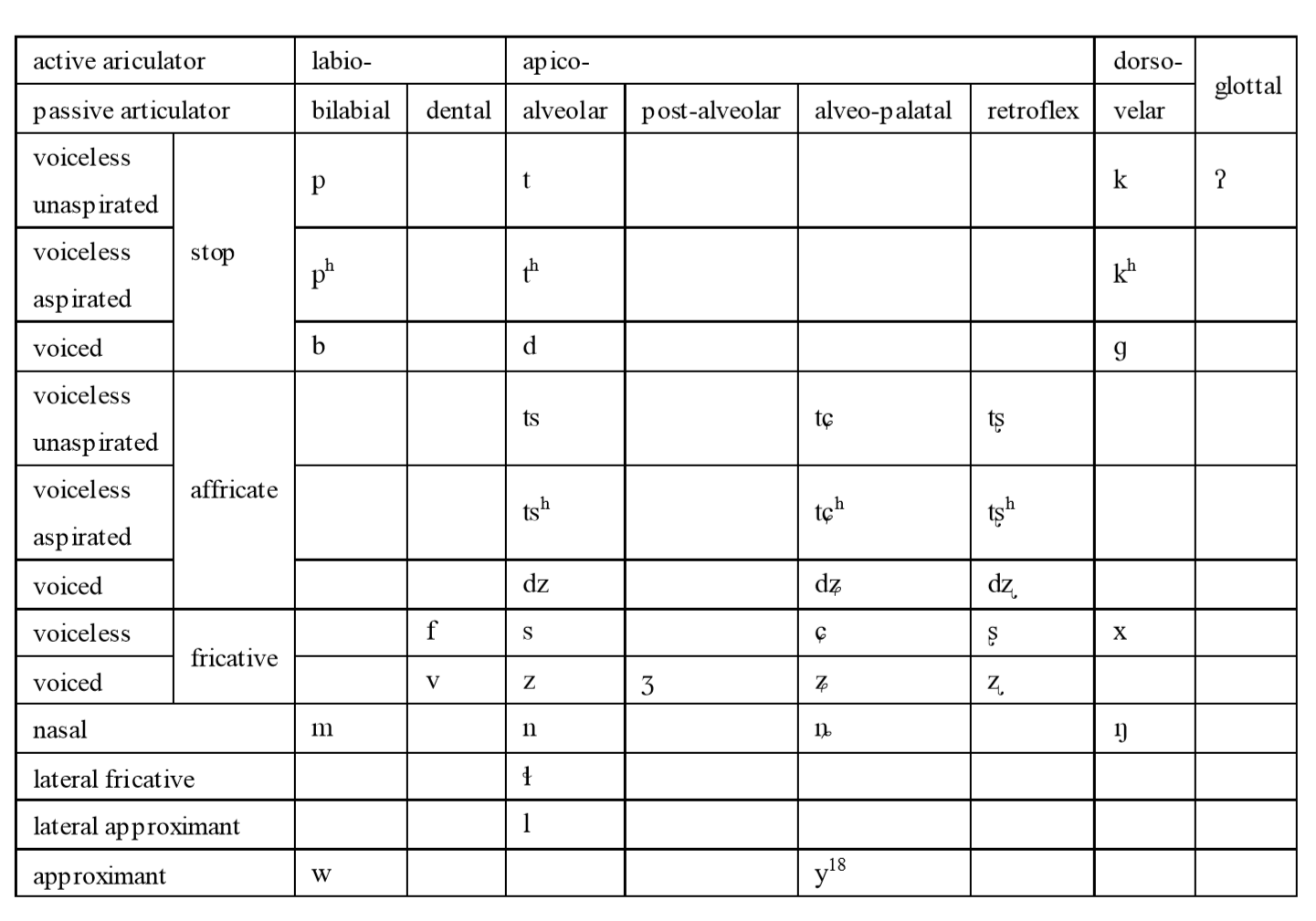
尔苏语声母

有22个复辅音声母，其中18个有两个辅音，4个有3个辅音：

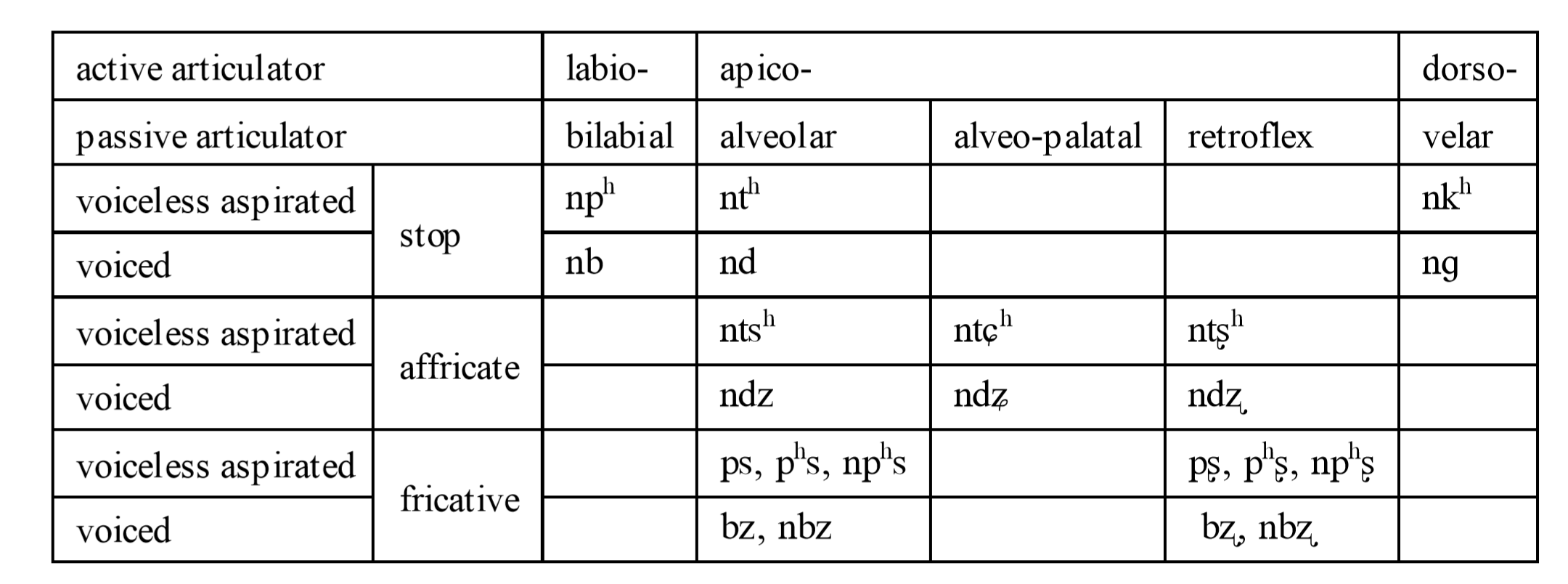
尔苏语复辅音声母

复辅音声母能接什么元音存在限制，比单辅音声母的限制多。

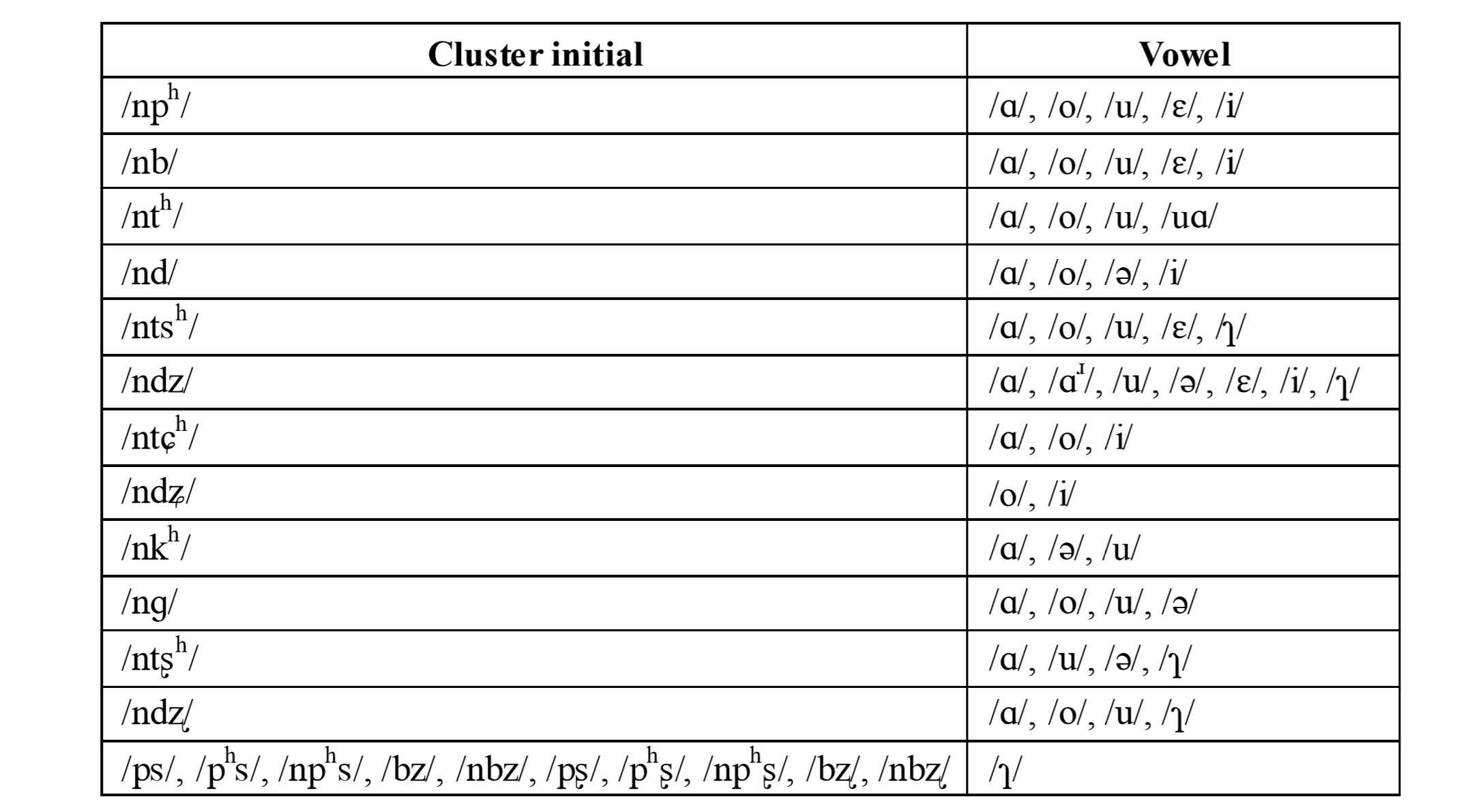
尔苏语复辅音声母和元音配合表

关于同位异音详见Zhang, S. (2013)。

### 元音
尔苏语有7个基础元音、3个R化元音、6个双元音和1个三元音，官话借词以外没有鼻化元音，没有长元音。
基础元音：/i/、/y/、/u/、/ɛ/、/ə/、/ɑ/和/o/。R化元音：/ɑɹ/、/əɹ/和/oɹ/。
6个双元音分3升3降：/iɛ/、/iɑ/、/uɑ/；升双元音均为前响：/ui/、/ɛi/和/ɑi/。/uɑ/以外的双元音都罕见。/uɑ/在许多词中都出现。
/uɑo/是唯一的三元音，仅出现在[zuɑo]“碗”一个词中。

### 音节结构与类型
基础音节结构是CV。可以只有V或C，/ɑ/、/ɑɹ/和/əɹ/ 可自成音节，鼻音/m/、/n/和/ŋ/可自成音节，较罕见。
存在NCV的音节结构。

### 声调
声调落在音节上，每个音节必须有声调。构成最小对立的有两个声调：高平调和中平调。特定语素内声调的分配不可预测，根据统计，高平调比中平调出现得多。尔苏语声调的调型和官话相比也更不稳定，常常有语境变体。

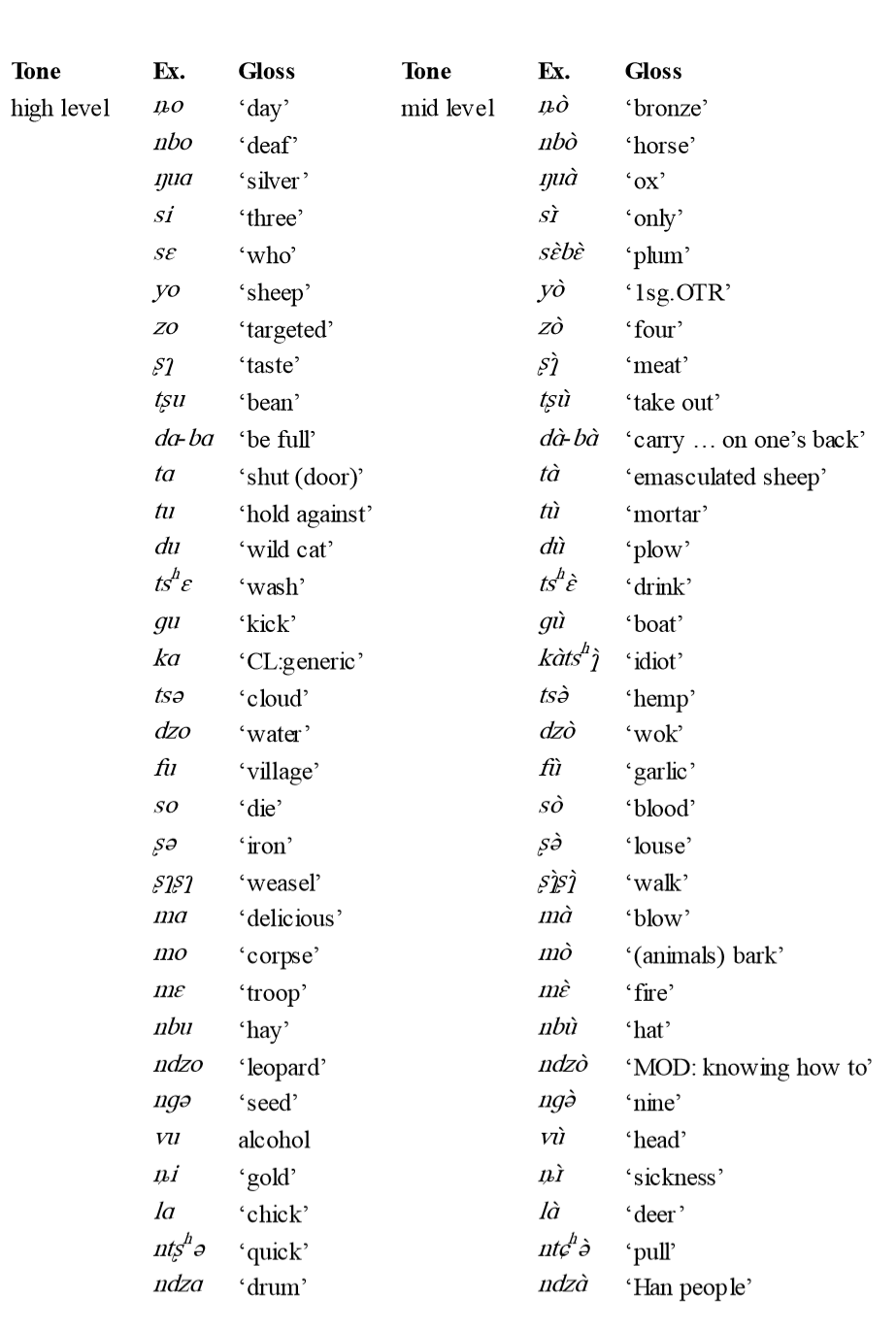
尔苏语声调最小对立的比较

下面是声调的最小对立。[`]标中平调，高平调无标。

### 借词音系
有强烈证据表面藏语和彝语词汇是直接借入尔苏语中的。部分词汇和藏语、彝语原词发音完全一样。这是否是尔苏人属于藏族的证据存在争议。
借词中西南官话的也占很大比重。据Zhang，官话借词最多出现在现代相关的文本中，如长对话、程序交流和自传叙事。历史文本中，即使是到1980年代，官话借词也相当罕见。
尔苏语有两种处理官话借词的方式：
1. 直接借。这使得尔苏语中产生了鼻化元音的音位。
2. 以尔苏语音系拟声。这发生于早期借词，以及70岁以上老人的尔苏口语中。下面是尔苏语借官话词的方式。

- 官话鼻韵尾借来时丢失。

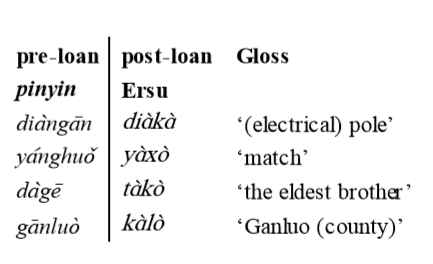
尔苏语中的官话借词

- 当尔苏语有借来的官话双元音时，直接借。当借来的双元音尔苏语没有时，两个元音组分只保留一个。一般留后一个，比如官话/uo/对应尔苏语/o/。
- 官话/ə/和/ɤ/借入尔苏语变成/o/。
- 所有声调变为尔苏语中平调。
- 两个例外是官话借词“鸭”和“鹅”。官话中它们都是开音节，但借到尔苏语中却产生了鼻韵尾，在词首出现紧声门塞音。

## 名词
尔苏语名词有单语素、复合、派生自动词、派生自动词短语几种来源。名词化可通过施事标记su、目的标记li、时间/方位标记ʂə`、工具/地点标记ta几种词缀实现。许多亲属关系词汇和方向指示词有ɑ-前缀。还有格标记，如属格标记yɪ、宾格标记vɑ、伴随格标记phɛ等等。尔苏语中有6个关系名词，在名词后标记其方位或时间属性。

## 数词系统

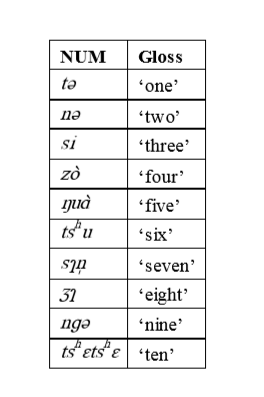
尔苏语基数词

1-10分别是十个基础数词，其后的基数词形成复合数词。尔苏语没有0。
10以上的数词是复合数词。
- 10至19基于tshɛ
- 20至39基于tshɿ
- 40至99基于zɿ

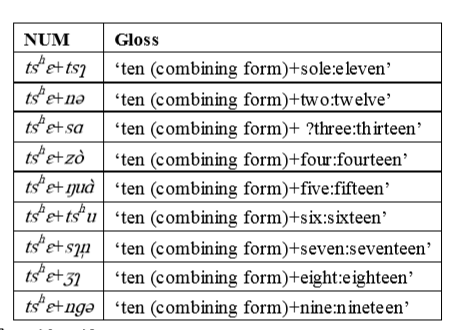
尔苏语10-19的复合数词

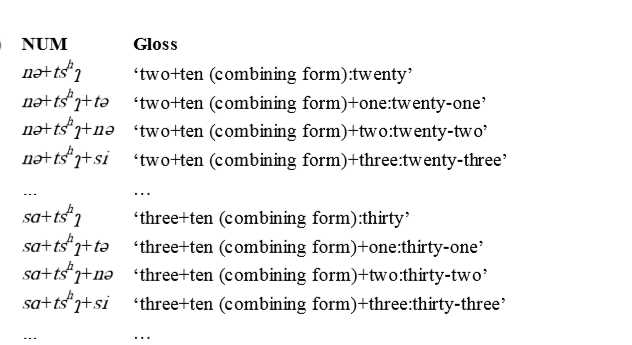
尔苏语20-39的复合数词

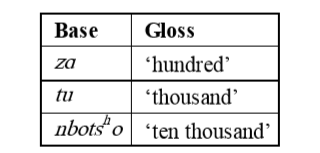
尔苏语中100以上的基数词

- 大于100的数词一般以3个组分结合，没有比万更大的基数词。

尔苏语创造大而复杂的数的方法

- 尔苏语创造大而复杂的数的方法